# Leoncjusz (Turkiewicz)

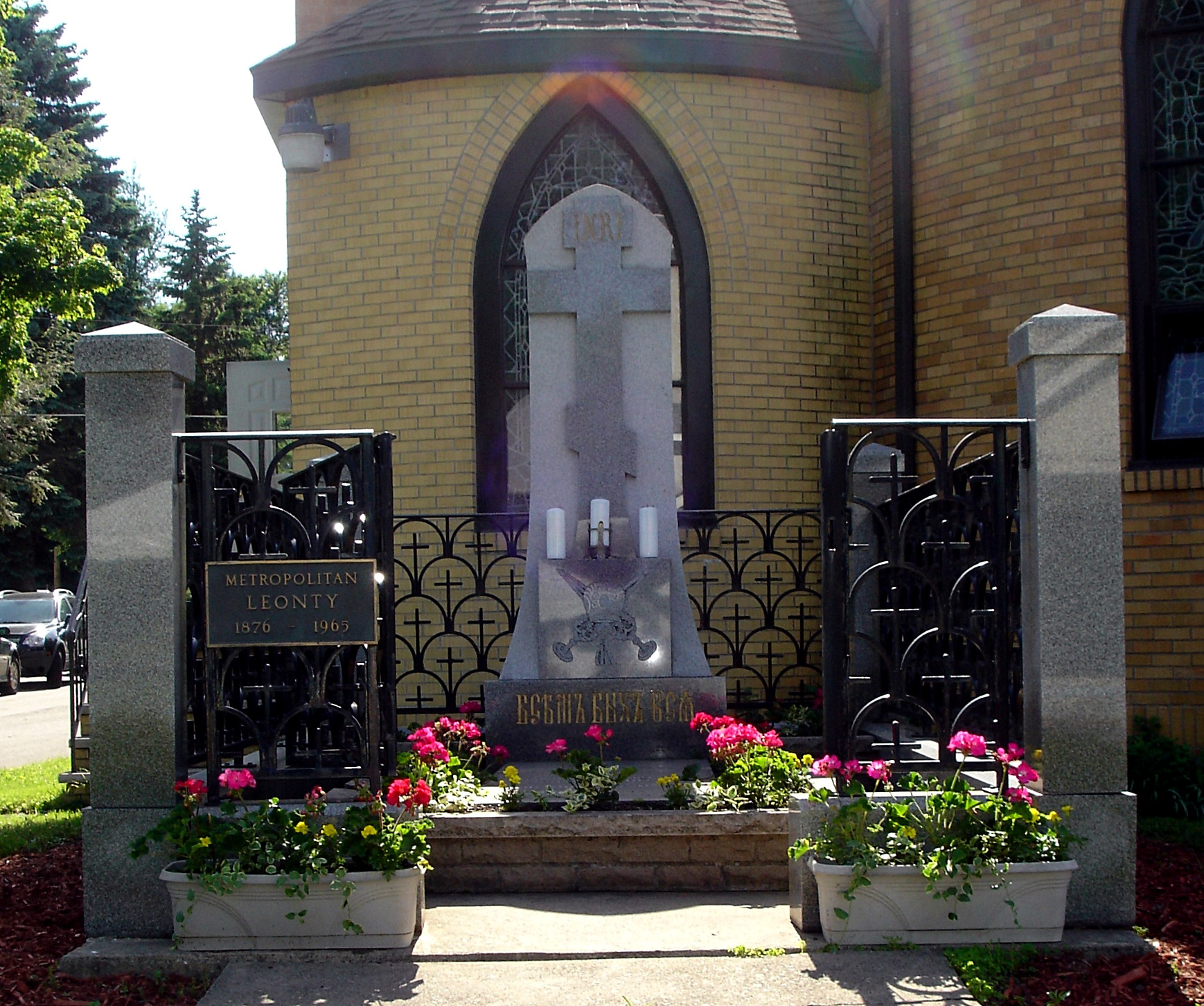
Grób metropolity Leoncjusza w monasterze w South Canaan

Leoncjusz, imię świeckie Leonid Ijeronimowicz Turkiewicz (ur. 9 sierpnia?/21 sierpnia 1876 w Krzemieńcu, zm. 14 maja 1965 w Nowym Jorku) – metropolita całej Ameryki i Kanady, jeden z twórców Kościoła Prawosławnego w Ameryce.

## Życiorys

### Młodość i wczesna działalność
Urodził się w rodzinie kapłana prawosławnego Hieronima Turkiewicza i jego żony Anny. Ukończył seminarium duchowne i Kijowską Akademię Duchowną, której dyplom uzyskał w 1900. Pragnął zostać członkiem świeżo utworzonej rosyjskiej misji prawosławnej w Persji, jednak władze cerkiewne skierowały go do pracy wykładowcy w seminarium duchownym w Kursku, a następnie w Jekaterynosławiu. W 1905 ożenił się z Anną Czerwińską, po czym przyjął święcenia kapłańskie w głównym soborze ławry Poczajowskiej.

### Praca w Stanach Zjednoczonych przed rewolucją październikową
Na zaproszenie arcybiskupa amerykańskiego Tichona wyjechał do Minneapolis, gdzie objął stanowiskom dyrektora seminarium duchownego założonego przez rosyjską misję. Pracę w Minneapolis rozpoczął w 1906, łącząc je z zadaniami proboszcza parafii w Minneapolis, którym pozostawał do 1912. Po przeniesieniu seminarium do Tenafly pozostawał jego dyrektorem przez kolejne trzy lata. W 1914 zastąpił ks. Aleksandra Chotowickiego na stanowisku redaktora naczelnego pisma The Russian-American Orthodox Messenger, którym kierował do 1930. Ponadto od 1915 był proboszczem parafii przy soborze w Nowym Jorku.
W 1917 wyjechał na Sobór Lokalny Rosyjskiego Kościoła Prawosławnego jako jeden z trzech delegatów misji w Ameryce Północnej (pozostałymi byli ks. Aleksandr Kukulewski i arcybiskup Eudokim). W czasie obrad soboru zgłosił metropolitę moskiewskiego i kołomieńskiego Tichona na kandydata na patriarchę (ostatecznie Tichon faktycznie został wybrany poprzez losowanie, spośród trzech najczęściej wskazywanych hierarchów). Przez Syberię i Japonię wrócił do Ameryki razem z ks. Kukulewskim (arcybiskup Eudokim poparł ruch Żywej Cerkwi i pozostał w Rosji Radzieckiej).

### Praca w USA po rewolucji w Rosji
Po rewolucji październikowej Rosyjski Kościół Prawosławny nie był w stanie nadal wspierać materialnie misji w Ameryce Północnej. Została ona ponadto – wobec postawy arcybiskupa Eudokima – bez zwierzchnika. Między kapłanami szerzyły się wewnętrzne spory. W 1925 Anna Turkiewicz zmarła, pozostawiając męża z pięciorgiem dzieci. Wówczas ks. Turkiewicz złożył śluby zakonne z imieniem Leoncjusz. 10 lipca 1933 miała miejsce jego chirotonia na biskupa Chicago. W 1937 przewodniczył VI Wszechamerykańskiemu Soborowi, w czasie którego przyczynił się do spisania statusu Kościoła prawosławnego w Ameryce w jego skomplikowanej sytuacji jurysdykcyjnej oraz powołał do życia seminaria św. Tichona w South Canaan i św. Włodzimierza w Nowym Jorku.
W 1950 został podniesiony do godności metropolity całej Ameryki i Kanady. Jako metropolita szczególnie wspierał działalność misyjną Kościoła, propagując powstawanie parafii anglojęzycznych i opracowując pierwsze materiały do nauki religii prawosławnej w tym języku. Zainicjował również współpracę między istniejącymi wcześniej w Ameryce etnicznymi jurysdykcjami prawosławnymi, tworząc podwójny podział Kościoła (na diecezje terytorialne i dodatkowo etniczne). Swoje teksty teologiczne publikował w prasie kościelnej. Był zdecydowanym krytykiem komunizmu i polityki ZSRR. Pisał również wiersze. Wspierał również czynny udział laikatu w życiu Kościoła, zainicjował edukację teologiczną kobiet w Kościele amerykańskim.
Zmarł w 1965 po chorobie i został pochowany w monasterze św. Tichona w South Canaan.
W 2010 Kościół Prawosławny w Ameryce zapowiedział podjęcie szczegółowych studiów nad jego życiem poprzedzających ewentualną kanonizację.